# Under Punishement's Tree
Albums de Red Mourning
Where Stone And Water Meet
(2014) Unchained (EP)
(2019)
Under Punishment's Tree est le quatrième album du groupe de metal français Red Mourning sorti en 2018. Il s'agit du premier et unique album avec Julien Doucin à la guitare.

## Liste des titres
| No  | Titre                   | Durée |
| --- | ----------------------- | ----- |
| 1.  | A Whole Different Life  | 04:12 |
| 2.  | Calls of Pan            | 03:50 |
| 3.  | Under Punishment's Tree | 04:27 |
| 4.  | Slow Bend               | 02:10 |
| 5.  | Dying Days              | 04:17 |
| 6.  | Clench The Mystery      | 04:36 |
| 7.  | Blue Drums              | 02:35 |
| 8.  | Grow My Feathers        | 03:10 |
| 9.  | Up From The Barn        | 05:23 |
| 10. | A Question              | 01:00 |
| 11. | The Chapel              | 04:05 |
| 12. | Chained To The Stones   | 01:53 |
| 13. | Cross The Moat          | 04:19 |

## Personnel
- Sébastien Meyzie : basse, chant
- Aurélien Renoncourt : batterie, chant (guitare sur Chained To The Stones)
- J.C. Hoog : chant, harmonica (lapsteel sur Slow Bend)
- Julien Doucin : guitare (lapsteel sur Chained To The Stones)